# 郑州公交8路
郑州公交8路是河南省郑州市的一条公共汽车线路，前身为开通于2005年的K4路，于2023年8月31日停运，停运前为行经南阳路的主干线路。

## 线路历史
8路前身为2005年开通的全空调车线路K4路，开通时路线为省体育中心至火车站。2006年6月10日，K4路更名为8路。
根据《郑州市公交线网服务提升方案》，8路于2023年8月31日停运，原线路大部分由G904路取代。

## 线路基本资料（停运前）

### 线路走向
北三环文化路↔火车站北港湾
- 经过道路：北三环、南阳路、铭功路、福寿街、兴隆街

### 服务时间
- 北三环文化路：06:00～22:00
- 火车站北港湾：06:00～22:00

### 收费
- 全程单价RMB¥1，无人售票，支持绿城通（普通储值卡8折，成人月票5折，学生月票2.5折，老年卡免费）、微信/支付宝乘车码及银联云闪付。

### 与郑州地铁的换乘
- █ 3号线：兴隆铺、同乐、南阳新村、海滩寺、大石桥、人民公园
- █ 5号线：海滩寺

### 停站
8路各停靠站点如下表所示：
| 下行站序 | 上行站序 | 站名             | 所在道路 | 轨交换乘                         | 周边地点、区片                                         |
| 1        | 22       | 北三环文化路     | 北三环   |                                  | 瀚海北金、颐商苑、文化路第三小学                       |
| ↓        | 21       | 北三环信息学院路 | 北三环   | 瀚海泰苑、水晶城                 |                                                        |
| 2        | ↑        | 北三环中方园路   | 北三环   | 中方园小区、水晶城、江山名典     |                                                        |
| 3        | 20       | 北三环园田路     | 北三环   | 中方园小区、安军城、江山商务广场 |                                                        |
| 4        | 19       | 北三环丰庆路     | 北三环   | 沃美莱购物广场                   |                                                        |
| 5        | 18       | 北三环索凌路     | 北三环   | 瑞祥花园、大河春天、六合苑       |                                                        |
| ↓        | 17       | 北三环丰华路     | 北三环   | 大河春天、中建大厦               |                                                        |
| 6        | ↑        | 北三环金杯路     | 北三环   | 中建大厦                         |                                                        |
| 7        | 16       | 北三环丰乐路     | 北三环   | 宜家家居郑州商场、美丽苑         |                                                        |
| ↓        | 15       | 北三环南阳路     | 北三环   | 美丽苑                           |                                                        |
| 8        | ↑        | 南阳路北三环     | 南阳路   | 清华园                           |                                                        |
| 9        | 14       | 南阳寨           | 南阳路   | 3 兴隆铺                         | 心语雅园、郑州市第六十中学                             |
| 10       | 13       | 南阳路刘寨       | 南阳路   |                                  | 壹号城邦                                               |
| 11       | 12       | 南阳路张寨       | 南阳路   | 汇金广场、文清园、美好时光       |                                                        |
| 12       | 11       | 南阳路东风路     | 南阳路   | 3 同乐                           | 同乐社区、富田丽景花园                                 |
| 13       | 10       | 南阳路群办路     | 南阳路   |                                  | 地矿家园、家天下                                       |
| 14       | 9        | 南阳路群英路     | 南阳路   | 憧憬家园、南阳新村               |                                                        |
| 15       | 8        | 南阳路农业路     | 南阳路   | 3 南阳新村                       | 地矿大厦、丰业广场                                     |
| 16       | 7        | 南阳路海棠寺     | 南阳路   |                                  | 叠翠园、瑞丰园                                         |
| 17       | 6        | 南阳路黄河路     | 南阳路   | 35 海滩寺                        | 银兴悠客广场、纺织机械厂家属院                         |
| 18       | 5        | 南阳路岗杜北街   | 南阳路   |                                  | 中亨花园、香港城                                       |
| 19       | 4        | 大石桥           | 南阳路   | 3 大石桥                         | SOHO广场                                               |
| 20       | 3        | 人民公园西门     | 铭功路   |                                  | 人民公园、郑州市第十四中学                             |
| 21       | 2        | 铭功路太康路     | 铭功路   | 3 人民公园                       | 郑州华润万象城、悦府                                   |
| 22       | ↑        | 福寿街           | 福寿街   |                                  | 郑州国际小商品城、万博商城                             |
| 23       | 1        | 火车站北港湾     | 兴隆街   | 郑州站                           | 郑州火车站、郑州长途汽车中心站、红珊瑚酒店、郑州大酒店 |